# Upper Atmosphere Research Satellite
Upper Atmosphere Research Satellite (UARS — Верхнеатмосферный исследовательский спутник) — американский научный спутник массой 6,5 тонны, предназначенный для изучения верхних слоёв атмосферы, запущенный в 1991 и выведенный из эксплуатации в 2005 году.

## Падение
По оценке NASA спутник, приблизившись к Земле, должен был распасться примерно на 100 обломков, большинство из которых сгорит в верхних слоях атмосферы. Однако не менее 26 тяжелых металлических деталей общим весом до 600 кг должны упасть на поверхность Земли. По мнению специалистов, обломки могло разбросать на расстояние около 800 км. Как надеялись в агентстве, ввиду того, что три четверти поверхности Земли покрыто водой, спутник упадёт не на твёрдую поверхность, а в океан. Российские средства контроля ожидали, что 23 сентября произойдёт падение неуправляемого 6-тонного американского спутника. Официальный представитель Космических войск Российской Федерации полковник Алексей Золотухин сообщил ИТАР-ТАСС :
«По новым уточненным данным, он упадет в Индийском океане к северу от островов Крозе.»
В своё время предлагалось забрать спутник с орбиты космическим челноком, но это не было сделано.
Французскому астрофотографу Тьери Лего с помощью специальной оптики удалось снять 15 сентября на видео полёт неуправляемого спутника на высоте 250 км. Специалисты до этого момента так и не могли определить ни точное время падения, ни место, куда упадут обломки шеститонного космического объекта. На видео спутник представал блестящим металлическим предметом, медленно движущимся в чёрном небе.
Согласно заявлению НАСА со ссылкой на Объединённый центр космических операций (англ. Joint Space Operations Center) на базе Военно-воздушных сил США в Калифорнии спутник упал 24 сентября 2011 года в северной части Тихого океана, у западного побережья США. Затем НАСА обнародовало информацию, что 24 сентября в 04.01 GMT спутник вошёл в верхние слои земной атмосферы и его обломки упали в Тихий Океан в области с координатами 14,1 ° южной широты и 170,2 ° западной долготы.